# Rachel Keller

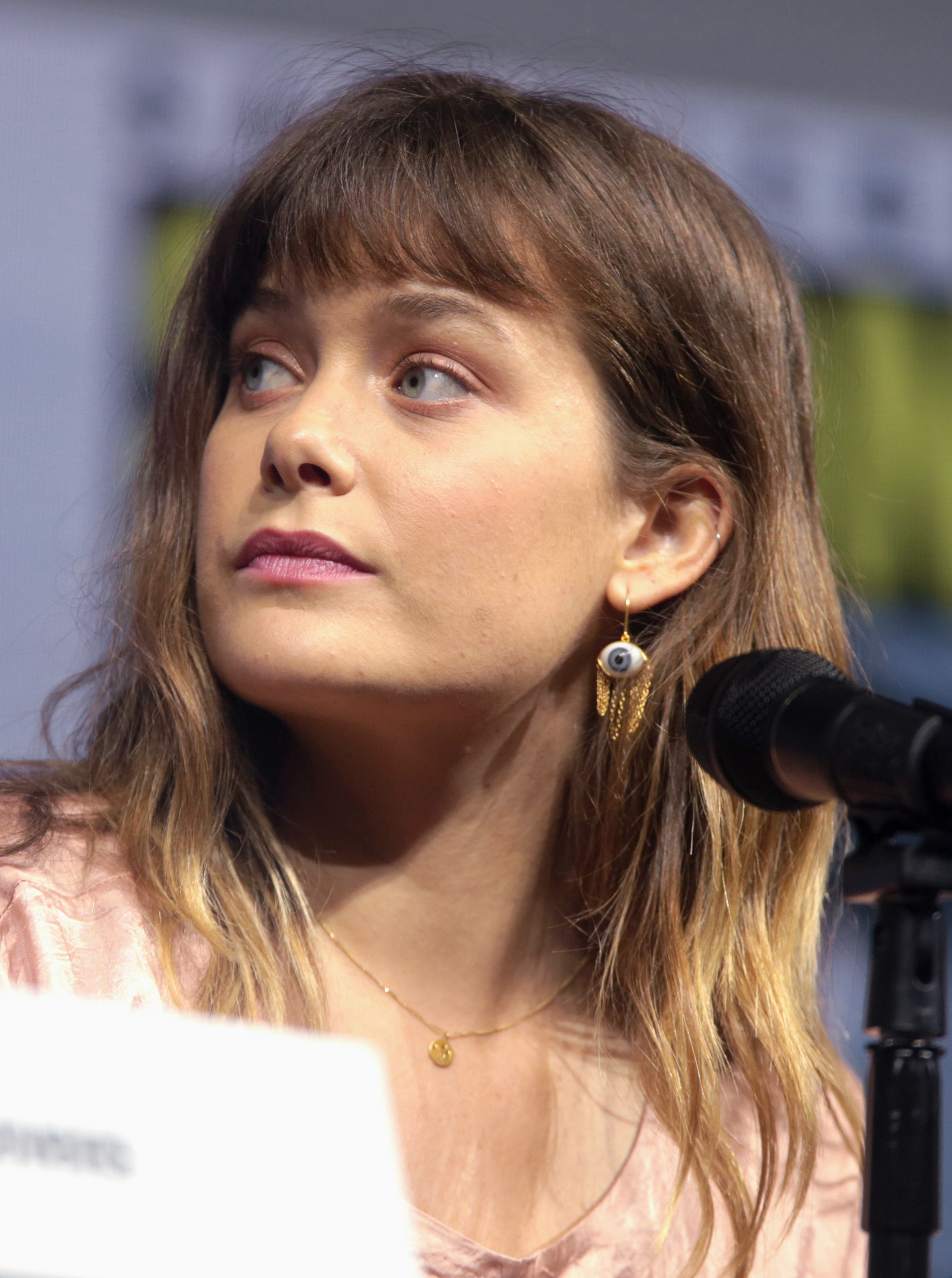
Rachel Keller, 2018

Rachel Keller (* 25. Dezember 1992 in Saint Paul, Minnesota) ist eine US-amerikanische Schauspielerin.

## Leben
Keller wuchs in Saint Paul im US-Bundesstaat Minnesota auf und besuchte dort das Saint Paul Conservatory for Performing Artists. Ihren Studienabschluss machte sie an der Carnegie Mellon University in Pittsburgh. Kurz nach ihrem Abschluss bekam sie eine Rolle in der zweiten Staffel der Fernsehserie Fargo. Zuvor hatte sie neben Auftritten in Kurzfilmen auch Gastrollen in The Mentalist und Supernatural. Von Februar 2017 bis August 2019 bekleidete sie die weibliche Hauptrolle der Sydney „Syd“ Barrett in der Fernsehserie Legion.

## Filmografie
- 2012: Still Adore You (Kurzfilm)
- 2012: Flutter (Kurzfilm)
- 2014: Hollidaysburg
- 2015: The Mentalist (Fernsehserie, Folge 7x13)
- 2015: Supernatural (Fernsehserie, Folge 10x16)
- 2015: Fargo (Fernsehserie, 7 Folgen)
- 2017–2019: Legion (Fernsehserie, 25 Folgen)
- 2018: Write When You Get Work
- 2019: The Society (Fernsehserie, 3 Folgen)
- 2019: In the Shadow of the Moon
- 2020: House Sit (Kurzfilm)
- 2020: Dirty John (Fernsehserie, 8 Folgen)
- 2022–2024: Tokyo Vice (Fernsehserie, 18 Folgen)
- 2022: Butcher’s Crossing
- 2022: Ein Mann namens Otto (A Man Called Otto)
- 2023: Ein Sommer voller Leidenschaft (Chestnut)